# 遠洋鯨屬
遠洋鯨屬（學名：Diunatans）是已絕種的鬚鯨科屬，它們生存於早上新世的北海，是北海區域至今唯一一種鬚鯨化石。目前已有兩個發現於荷蘭泽兰省的化石個體，其體積相當於現存的小鬚鯨。

## 下属物种
本属包括以下物种：
- Diunatans luctoretemergo Bosselaers & Post, 2010